# 深大寺元町

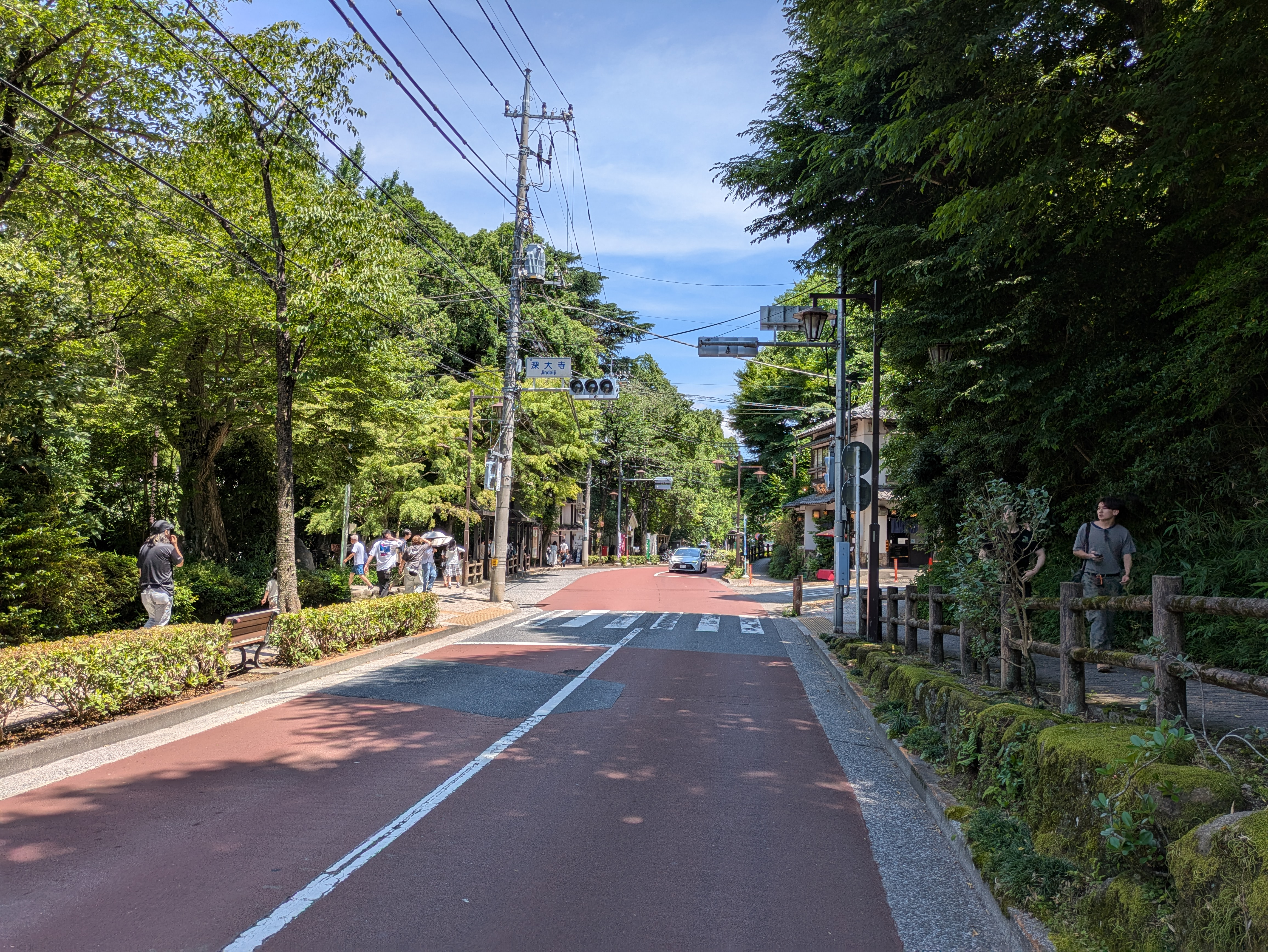
深大寺信号（2025年6月）

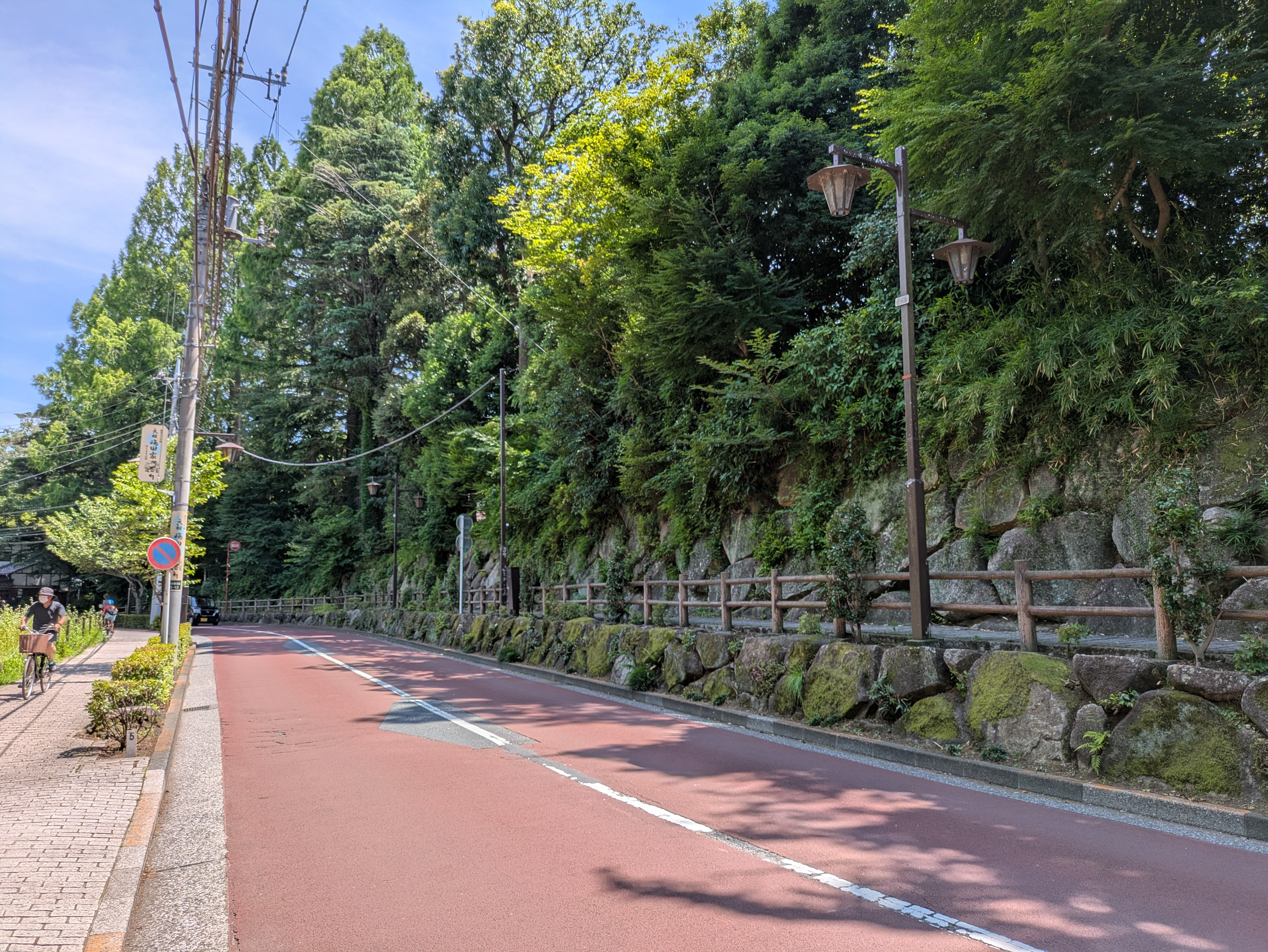
起伏があり、道路に崖部が存在する。（2025年6月）

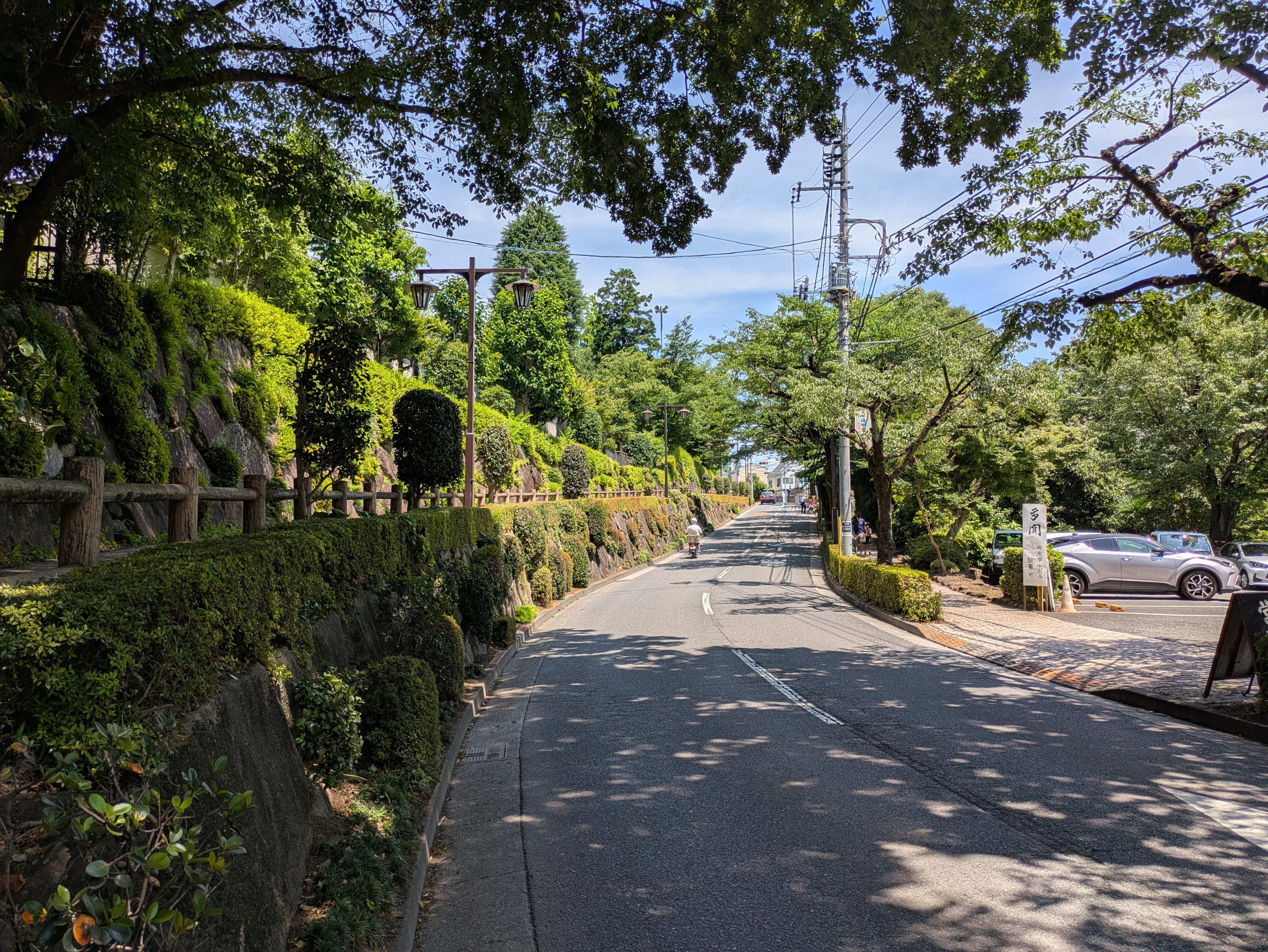
深大寺通り、東側坂部（2025年6月）

深大寺元町（じんだいじもとまち）は、東京都調布市の町名。現行行政地名は深大寺元町一丁目から深大寺元町五丁目。郵便番号は182-0006。
地名の元になった深大寺がある。

## 地理
調布市の中央部に存在。

東から時計回りに、調布市深大寺南町、調布市佐須町、調布市調布ケ丘、調布市富士見町、三鷹市大沢、調布市深大寺北町、調布市深大寺東町、に隣接する。
深大寺、神代植物園を中心に、緑が豊富で起伏に富んだ地形となる。

### 河川
- 野川
- 逆川

## 交通

### 鉄道
鉄道空白地帯となる。
町域内に鉄道駅はない。

下記の駅がバス利用等での主な利用圏内となる。

| バス移動により利用可能 |
| --- |
| 京王線 - つつじヶ丘駅(KO 14) - 布田駅(KO 17) - 調布駅(KO 18) JR中央線 JR中央・総武線各駅停車 - 三鷹駅(JC 12)(JB 01) JR中央線 JR中央・総武線各駅停車 京王井の頭線 - 吉祥寺駅(JC 11)(JB 02)(IN 17) |

### バス
- 京王電鉄バス調布営業所
- 小田急バス吉祥寺営業所
- 小田急バス武蔵境営業所

…が周辺の路線を運行している。
- 深大寺バスストップが、隣接する街区の深大寺南町に存在し利用圏内である。

### 道路

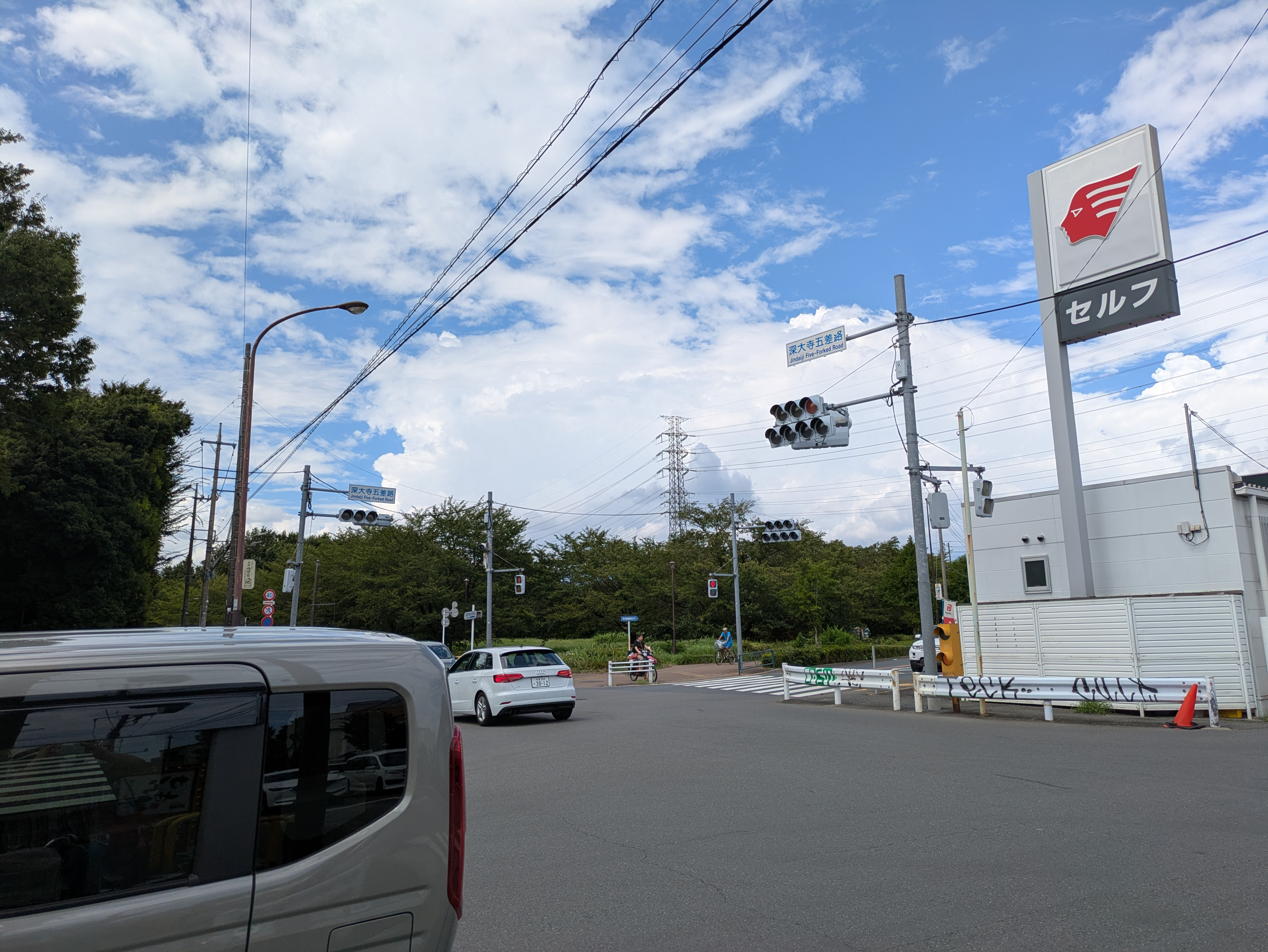
調布市 深大寺五差路（2025年8月）

- 中央自動車道
- 東京都道121号武蔵野調布線（三鷹通り）
- 東京都道12号調布田無線（武蔵境通り）
- 佐須街道
- 神代植物公園通り

## 施設

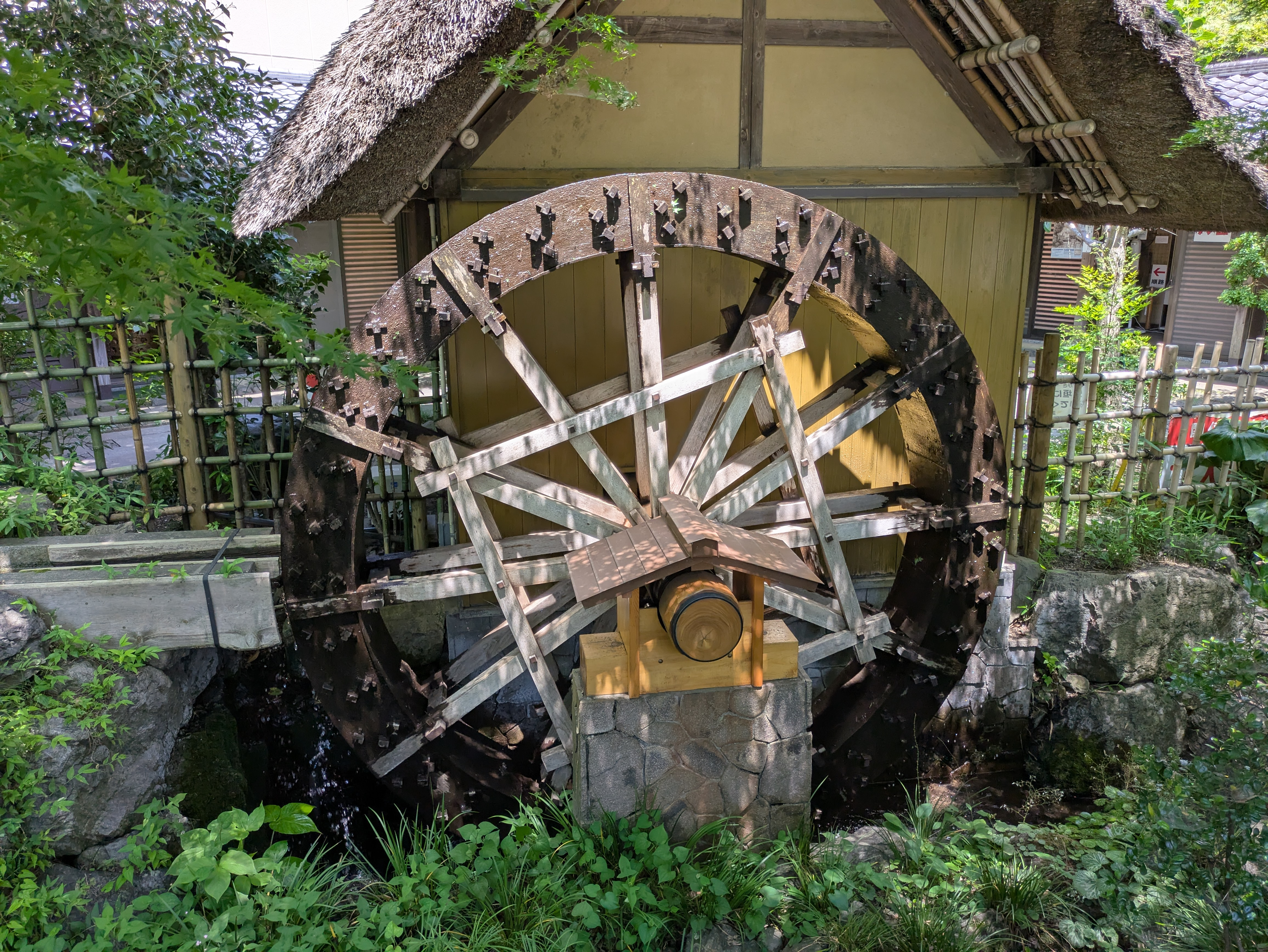
深大寺水車館（2025年6月）

### 深大寺元町五丁目
- 神代植物公園
- 深大寺小学校
- 深大寺水車館